# Ніко ван дер Вут
Ніко ван дер Вут (нід. Nico van der Voet, 13 березня 1944) — нідерландський ватерполіст.
Учасник Олімпійських Ігор 1964, 1968 років.